# شهر موشی
شهر موشی (به لاتین: Moxi Town) یک شهرک در جمهوری خلق چین است که در شهرستان لودینگ واقع شده‌است. شهر موشی ۳۰۸٫۶۴ کیلومتر مربع مساحت و ۶٬۷۹۴ نفر جمعیت دارد.